# Iblis
Iblis (arabisk: إبليس, Iblīs) eller Shaitan (arabisk: شيطان, Shayṭān) er djævelen i Islam.
Han regnes for at være en djinni, en ildånd, i modsætning til englene der er lavet af lys. Ifølge Koranen 7:11-12 var Iblis ikke en engel: Allah skabte tre slags væsner: englene, mennesker og djinner. englene var ude af stand til at synde, fordi kun mennesker og djinner havde fri vilje til at vælge mellem godt og ondt.
Da Allah befalede, at englene og djinner skulle bøje sig for Adam, det første menneske, bøjede alle englene sig, men djinnen Iblis nægtede: Han mente, han stod over mennesket, fordi han som djinn var skabt af ild, mens mennesket var lavet af ler.
Som straf blev han forvist til Jahannam, men har frihed frem til dommedagen for at bringe mennesker på afveje.
| Islam | Spire Denne islamartikel er en spire som bør udbygges. Du er velkommen til at hjælpe Wikipedia ved at udvide den. |